# Sistema tributario del Perú
El sistema tributario en el Perú está compuesto por el conjunto de normas legales, organismos públicos y procedimientos destinados al cobro de los impuestos.

## Historia
La población indígena de 17 a 50 años fue uno de los primeros grupos en pagar tributos al Imperio español desde su dominio. El duque de La Palata, a finales del siglo XVII, ordenó a ampliar los tributos a otras razas. Tras una breve interrupción por las Cortes de Cádiz, el virrey Abascal volvió a implementar. Después de la independencia se continuó tributando a los indígenas, mestizos y blancos hasta su abolición en 1854 y su erradicación en 1895.
En 2000 se estableció el máximo porcentaje de mora, un 10 %.
En 2002 se estableció el desagio tributario para 130 mil empresas como estrategia para mejorar la recaudación de impuestos.
En 2003 se propuso implementar el impuesto a las transacciones como parte de una reforma tributaria.
En 2004 se formalizó el Impuesto a las Transacciones Financieras a los bancos. Su tasa inicial fue del 0.15 % que fue reduciéndose a más de la mitad en 2006. Además, se exoneró del Impuesto General a la Venta a los bienes entregados por organizaciones a los damnificados de las emergencias climáticas en ese año.
Entre 2017 y 2018, el Gobierno del Perú estableció cuatro regímenes tributarios. Entre ellos se encuentran el Régimen General, para cualquier empresa, y los regímenes MYPE, para pequeñas y medianas empresas. También existe un régimen especial para no declarar los impuestos anualmente ni emitir recibos cuando los ingresos mensuales son inferiores a 8000 soles.
En 2022, se recaudaron alrededor de 150 mil millones de soles.
En 2024, el Congreso de la República propuso establecer la política «Tributa fácil», mediante la cual los microempresarios podrán participar activamente en el sistema tributario. Sin embargo, Álvaro Bocanegra, abogado especializado en temas tributarios, criticó que esta política podría dar lugar a un abuso de autoridad por parte del ente fiscalizador.
En 2025, el Congreso de la República estableció que los productos sujetos al Impuesto General a la Venta (18 %) se distribuyeran de la siguiente manera: el 14 % se destinará al Gobierno central y el 4 % restante al Fondo de Compensación Municipal. El cambio de proporción se aplicará gradualmente entre 2026 y 2029.

### Deuda tributaria
Uno de los problemas de Perú es su alta acumulación de deuda, que se estimó en cientos de millones de soles. En el 2000 se promulgó la anulación de sanciones como cierre de locales y multas a quienes posean deudas. A pesar de que se recurrió a antiguos bonos para librarse de sus gastos por las empresas, en 2014 se propuso reducir a 21 mil millones de soles para reactivar la economía.
Una de las estrategias para alertar sobre deudas tributarias consiste en localizar las cuentas bancarias que superen los 30 800 soles, cuya información económica será compartida por la SUNAT.

## Bases jurídicas

### Bases constitucionales
En la Constitución Política del Perú de 1993 se contienen algunas normas referentes a la tributación en el Perú. Las más importantes tienen que ver con las garantías constitucionales:
Artículo 74.- Principio de Legalidad: Los tributos se crean, modifican o derogan, o se establece una exoneración, exclusivamente por ley o decreto legislativo en caso de delegación de facultades, a salvo los aranceles y tasas, los cuales se regulan mediante decreto supremo.
Durante el siglo XX se implementaron varios tipos de impuestos que mantendrían vigencia con la constitución de 1993.
Los Gobiernos Regionales y los Gobiernos Locales pueden crear, modificar y suprimir
contribuciones y tasas, o exonerar de éstas, dentro de su jurisdicción, y con los límites que
señala la ley. El Estado, al ejercer la potestad tributaria, debe respetar los principios de
reserva de la ley, y los de igualdad y respeto de los derechos fundamentales de la persona. Ningún tributo puede tener carácter confiscatorio.
Las leyes de presupuesto y los decretos de urgencia no pueden contener normas sobremateria tributaria. Las leyes relativas a tributos de periodicidad anual rigen a partir del primero de enero del año siguiente a su promulgación.
No surten efecto las normas tributarias dictadas en violación de lo que establece el presente.

### Bases legales
Las siguientes leyes son la base del sistema tributario peruano:
- Código Tributario. Detalla las normas básicas sobre tributación, además de señalar los delito tributario y el procedimiento de cobro de impuestos.
- Ley del Impuesto a la Renta
- Ley del Impuesto General a las Ventas e Impuesto Selectivo al Consumo

## Organismos públicos del sistema tributario
El principio de la legalidad de los impuestos exige que los órganos vinculados a la creación de la ley intervengan en su imposición, modificación o derogación, lo que implica al Congreso y al Ministerio de Economía y Finanzas. Además de eso, a nivel administrativo, hay dos órganos relacionados específicamente con materias tributarias; la SUNAT y las Oficinas Tributarias de los Gobiernos Locales.

## Tributos en el Perú

### Impuestos
- Impuesto General a las Ventas
- Impuesto a la Renta
- Impuesto Selectivo al Consumo (ad valorem)
- Impuesto a las Transacciones Financieras (ITF)
- A la Importación (arancel): entre 0 % a 11 % para productos importados desde 2000 dólares.[18]
- Régimen Único Simplificado (RUS)
- Predial: Es un impuesto basado en función del valor del predio. Está a cargo de las municipalidades y se paga anualmente.[19] El valor del impuesto se fija sobre la base de la declaración jurada de autovalúo. La declaración se señala las características del predio. Sobre la base de esto, se calcula bajo los valores arancelarios que fija el Ministerio de Vivienda, Construcción y Saneamiento, así como la depreciación por antigüedad, estado de conservación y otros parámetros.[20]
- Propiedad Vehicular
- Alcabala

### Impuestos de empresas extranjeras
Perú, al estar afiliado en la Comunidad Andina, cuenta con medidas para evitar la evasión de impuestos como también el pago abusivo de los mismos.
Hasta 2012, Perú permitió que sus domiciliarios en empresas extranjeras no reciban impuestos a la renta cuando es distribuida en parte por su país de origen. En 2008 la Sunat estableció el certificado de residencia a extranjeros para evitar la doble tributación.

### Exoneraciones en la industria cultural
Entre 1985 y 1999 hubo exenciones de impuestos para bienes de interés cultural, como museos y bibliotecas.

## En la cultura popular
En la serie Patacláun se hizo mención en el episodio Santa Sunat la situación de la administración tributaria en el país.